# Réveil
Het Réveil (1815- circa 1865) was een internationale opleving (opwekking) van het gereformeerde denken en handelen in een deel van het negentiende-eeuwse Europa. In Nederland was Willem Bilderdijk de vader van het Réveil. Isaäc da Costa, Samuel Iperusz Wiselius, Willem de Clercq en Groen van Prinsterer waren leerlingen van Bilderdijk. Ook in Zwitserland (Genève) waar de beweging ontstond, in Frankrijk en in het zuiden van het huidige Duitsland was van een gereformeerde opleving sprake. Daarnaast waren er contacten in Groot-Brittannië (zie Apostolischen, Edward Irving, Henry Drummond).

## Nederlandse Réveil

### Ontstaan
Het Nederlandse Réveil begon in 1826 met bijeenkomsten van geestverwanten. Het bekendst zijn de zondagavonden van Da Costa die meestal gehouden werden in Amsterdam, het Nederlandse centrum van het Réveil. Deze bijeenkomsten zijn beschreven in het boek Oudere tijdgenooten van Allard Pierson. In Nederland kreeg de internationale opwekkingsbeweging een eigen orthodox-protestantse vorm. De nadruk lag op de beleving van de eigen vroomheid, op de harmonie van dogma en gevoel. De beweging liep min of meer parallel met de Romantiek en had ook een gemeenschappelijke wortel in de afkeer van het rationalisme van de Verlichting. Later, vanaf 1845, verbreedde de beweging zich door de nadruk die kwam te liggen op maatschappelijke bewogenheid: armenzorg, strijd tegen slavernij en alcoholisme en hulp aan verwaarloosde jeugd, prostituees en zwakzinnigen. Voor het maatschappelijk Réveil was Ottho Gerhard Heldring een leidende figuur.

### Invloed
Het Réveil heeft invloed gehad op staatkundig terrein. Mede door het Réveil zijn aan het einde van de 19e eeuw de anti-revolutionaire en christelijk-historische partijen ontstaan. Ten slotte kreeg de christelijke zending vanuit het Réveil belangrijke impulsen. In Engeland waren William Wilberforce en Thomas Chalmers belangrijke vertegenwoordigers van deze opleving.
De organisatie Tot Heil des Volks in Amsterdam opereert vanuit de geest van het Reveil.

## Zwitserse en Franse Réveil

### Ontstaan
Het krachtige Zwitserse en Franse Réveil is in Genève begonnen. Het wordt in het algemeen beschouwd als een reactie tegen het rationalisme dat de protestantse kerken in de 18de eeuw was binnengedrongen. Het Réveil probeerde enerzijds om de kerk terug naar de voornaamste leerstellige affirmaties van de protestantse Reformatie te brengen, maar het was anderzijds ook sterk beïnvloed door het piëtisme van de vorige eeuw en door de romantische sentimentaliteit. Met hulp van de Moravische broeders en van enkele Britse expatriates zoals Robert Haldane of Henry Drummond begon een groep protestantse theologie studenten zich rond 1805 te vormen. De officiële kerk, die het met hun streng calvinistische theologie niet eens was, en die hun initiatieven gevaarlijk vond, eiste van de nieuwe dominees van Genève dat ze beloofden om niet te prediken over hoe de goddelijke natuur met de persoon van Jezus Christus verenigd is, of over de erfzonde, over de manier waarop genade werkt, noch over de predestinatie. Bestemd om het Réveil te smoren, leidde deze beslissing tot de vorming van een vrije evangelische kerk in Genève en tot het vertrek naar Frankrijk van sommigen, die daar rondreizende evangelisten werden.

### Ontplooiing
In de jaren 1820-1850 vindt men meerdere Zwitserse evangelisten of dominees aan het werk in Frankrijk, onder andere Henri Pyt, Ami Bost, Adolphe Monod, Frédéric Monod, Félix Neff. Er zijn ook enige Britten zoals Mark Wilks, Robert Haldane en de Methodist Charles Cook. Dit leidt tot een hele regeneratie van het Franse Protestantisme. Bijvoorbeeld is het aantal dominees meer dan verdubbeld tussen 1829 en 1843: men is van 305 naar 765 dominees in deze periode gegaan. In Parijs is er zelfs een evangelische kerk voor de protestantse adel en grote bourgeoisie, de "Chapelle Taitbout". De Société biblique française (Franse Bijbelgenootschap) wordt in 1818 gesticht, de Société des traités religieux (Vereniging van religieuze verdragen) in 1821, de Société de la Morale chrétienne (Maatschappij van de christelijke moraal, die zou zich sterk in de strijd tegen slavernij inzetten) ook in 1821, de Société des missions évangéliques de Paris (Franse Evangelische Zending) in 1822, enz.
Onder de Franse initiatiefnemers van het Réveil horen de dominees Eugène Bersier, Timothée Colani, Antoine Vermeil, Samuel Vincent, François-Henri Haerter, Edmond de Pressensé, maar ook leken zoals Henri Lutteroth, Agénor de Gasparin, Joseph Pelet de la Lozère of 
admiraal Carel Hendrik Ver Huell (in het Frans "Charles-Henri Ver-Huell"). 
Een kenmerk voor het Réveil is de belangrijke rol die werd door vrouwen gespeeld, bijvoorbeeld door Henriette André-Walther, Rosine de Chabaud-Latour, Caroline Malvesin of Albertine de Broglie, de dochter van Madame de Staël.

### Invloed
Na zestig jaar interne revolutie, liet het Réveil aan de Franse Protestantse kerken een reeks nieuwe instellingen, praktijken en parochies na. Ook waren er een reeks bewegingen en verenigingen (YMCA, padvinderij, diaconessen, Christelijke zendingen, Bijbelgenootschappen, etc.), die de protestantse boodschap veel verder brachten dan de kerken het hadden kunnen doen.